# Поляков, Соломон Львович
Соломо́н Льво́вич Поляко́в (псевдонимы: С. Поляков-Литовцев, С. Литовцев и С. Литвак; 14 июня 1875, Кричев, Могилёвская губерния — 2 ноября 1945, Нью-Йорк) — русский литературный критик, прозаик, драматург и публицист, журналист, переводчик и редактор. Писал на русском, идише, французском и английском языках. С 1917 года в эмиграции.

## Биография
Соломон (Залмен) Поляков родился в 1875 году в Кричеве Могилёвской губернии, до семнадцати лет не знал русского языка, который затем выучил самостоятельно и сдал экзамен за гимназический курс. Учился в Императорском Санкт-Петербургском университете. В 1900—1905 годах обучался в Практической школе высших исследований в Париже. Многолетний сотрудник газет «Речь» (1906—1918) и «Современное слово». Был корреспондентом газет «Речь» и «День» в Государственной думе.
В 1917 году, будучи корреспондентом «Русского слова» в Лондоне, остался за границей. В 1919—1920 годах сотрудничал в лондонском еженедельнике «The Russian Outlook», в 1918—1920 годах издавал и редактировал журнал «The Russian Commonwealth» (и возглавлял Союз «Народоправство», под эгидой которого два раза в месяц выходил этот журнал). В Лондоне жил на 173, Fleet-Street.
В 1920—1923 годах жил в Берлине, где был соредактором газет «Голос России» и «Грядущая Россия» (1921—1922), действительным членом Дома искусств, опубликовал роман «Саббатай Цеви» (1923), переведённый на ряд иностранных языков (немецкий, шведский, французский, идиш, английский, итальянский). Посвящённый саббатианскому движению роман вызвал бурную полемику в эмигрантской периодике, позднее по нему был снят фильм. С 1923 года жил в Париже, после оккупации которого в 1940 году бежал на юг страны, был арестован как иностранный подданный в Марселе, интернирован в лагере в Ла-Сьоте, после освобождения в 1941 году прибыл в Нью-Йорк.
Сотрудничал в газете «Последние новости» (Париж) с её основания, также печатался в «Социалистическом вестнике», «Современных записках», «Свободных мыслях», «Еврейской трибуне» (1920—1924), «Новом русском слове», в журнале «Новоселье» и в «Новом журнале» (США). В 1930—1939 годах его собственные статьи и переводы с русского публиковались на идише в газете «Паризер хайнт» (англ. פּאַריזער הײַנט — Парижское сегодня), в ежедневных газетах «Форвертс» (идиш פֿאָרװערטס‎) и «Дер тог» (День, обе — Нью-Йорк). Цикл «Из воспоминаний журналиста» публиковался в журнале «Иллюстрированная Россия» и в газете «Последние новости». В 1920—1935 годах активно публиковался в прессе на французском языке (литературно-критические статьи о современной литературе на идише и иврите, политическая публицистика), был постоянным сотрудником парижской «La Tribune juive». В Париже жил в XIV округе на 47 rue Boulainvilliers.
С 1941 года был членом редколлегии газеты «Дер тог» (идиш דער טאָג‎ — день, Нью-Йорк), принимал участие в издании нью-йоркского русско-еврейского журнала «Заря» (в 1943 году вышло 8 номеров, после чего он прекратил своё существование).
Его драма в четырёх действиях «Лабиринт» была в 1912 году удостоена премии имени А. Н. Островского (С. Поляков послал пьесу на конкурс анонимно и она заняла первое место из 126 претендентов; опубликована в 1913 году и отдельным изданием в 1921 году), поставлена в Императорском Александринском театре (1913), на немецком языке, в 1923 году на французском языке в Париже, в 1927 году на итальянском языке в Аргентинском театре в Риме. Перевод этой пьесы на идиш осуществил актёр Оскар Острофф (1919). Среди других пьес С. Л. Полякова — «Чужая сказка» (1911), «Огненное кольцо» (1913), «Грех» (1914), «Дон-Жуан — супруг Смерти» (с П. П. Потёмкиным, 1924). Премьера пьесы «Дон-Жуан — супруг смерти» состоялась 8 января 1925 года в Театре независимых в Риме в итальянском переводе Раисы Олькеницкой-Нальди (1886—1978), затем она шла в театре «Летучая мышь» в Париже (прозаический вариант опубликован в 1928 году в приложении посмертного сборника П. Потёмкина «Избранные страницы»). Его совместная с Пьером Потёмкиным пьеса «Зеркало еврейской жизни» (Le Miroir juif) шла на сцене театров на идише (в лондонском «London Pavilion», 1926).
С 1925 года заведовал литературной частью организованного им комедийного театра «Еврейское Кривое зеркало», с которым сотрудничал его соавтор П. П. Потёмкин. Из русских драматургов, чьи пьесы были поставлены на сцене Театра независимых в Риме, упоминаются С. Поляков-Литовцев и Осип Фелин.
В 1932 году был редактором и наборщиком книги воспоминаний Фёдора Шаляпина «Маска и душа», которая сначала публиковалась как запись бесед артиста с С. Поляковым-Литовцевым в периодической печати.
В 1920—1940 годах — член правления и ревизионной комиссии Союза русских литераторов и журналистов в Париже. С 1923 года — член Общества друзей еврейской культуры, выступал с докладами в этом обществе, в 1926 году совершил поездку в подмандатную Палестину (о чём оставил цикл очерков). В 1927 году принимал участие в деятельности Общества ремесленного труда, был членом Общества европейских друзей Общества ремесленного труда. В 1932 году стал членом-основателем в Париже Нового Общееврейского союза, ставившего перед собой в качестве цели борьбу за возрождение Палестины. В 1930-е годы — член кружка, затем Объединения русско-еврейской интеллигенции, где выступал с докладами. Был членом парижской масонской ложи «Северная звезда», Великого востока Франции, которую возглавлял М. А. Осоргин. В 1941 году вошёл в образованный в Нью-Йорке Союз русских евреев (который считался продолжателем парижского Объединения русско-еврейской интеллигенции), читал лекции в культурно-просветительной секции Союза.
Умер в 1945 году в Нью-Йорке от саркомы лёгких.

## Публикации
- Литовцев С. Диспут об антисемитизме // Последние новости. 1928. № 2624. С. 2.

### Критика
- 1920 — «Об искусстве благословляющем»
- 1920 — «О поэте Бальмонте»
- 1921 — «Современные записки», № 3, 4.
- 1931 — «Числа», № 5.
- 2000 — «Современные записки», № 14.

### Переписка
- 1929 — Письма М. Г. Поляку[22]

## Книги
- The Reconstruction of Russia: Russia as an Economic Organism (by N. Nordman), Russian Jews and the League of Nations (by S. Poliakoff-Litovtzeff), The Ukrainian Question (by I. V. Shklovsky); edited by P. Vinogradoff. London — New York: Oxford University Press, H. Milford, 1919. — 68 p.
- Лабиринт: драма в 4-х действиях. Библиотека журнала «Жизнь и искусство», № 10, 1913 (стр. 1-28); Берлин: Мысль, 1921. — 62 с.
- С. Поляков (Литовцев). Саббатай Цеви: Повесть из эпохи мессианских движений. Серия «Всеобщая библиотека» № 20-21. Берлин: Русское универсальное издательство, 1923. — 258 с.
- Il labirinto. Tr. Raissa Olkenitskaja Naldi. Milano: Casa Editrice Alpes, 1924.
- Le Messie sans peuple (на французском языке). Пер. Жозеф Кессель. Paris: Gallimard, 1925. — 265 p.
- Messias (на шведском языке). Från ryskan av E. Weer. Stockholm: Geber, 1925. — 276 s.
- שלמה פּאָליאַקאָװ-ליטאָװצעװ. שבתי צבי: היסטאָרישער ראָמאַן. ייִדיש — ש. זאַק (на идише). Варшава, 1927.
- Sabbatai Zewi (на немецком языке). Berlin: Welt-Verlag, 1927. — 300 s.
- The Rejected Messiah (на английском языке). New York, A. & C. Boni, 1928. — 289 p.
- П. П. Потёмкин, С. Л. Поляков. Дон-Жуан — супруг Смерти. В сборнике «Избранные страницы», Париж, 1928.
- Il Messia senza popolo: romanzo (на итальянском языке). Milano: Istituto Editoriale Nazionale, 1930. — 316 p.
- S. Poljakov, P. Potemkin. Don Giovanni sposo della morte. Tr. Raissa Olkenitskaja Naldi. Milano: Nemi, 1933.
- Мессия без народа: роман. Нью-Йорк: Новая земля, 1942. — 247 с.

## Семья
Жена — Александра Михайловна Полякова.

## Интересные факты
- Владимир Евгеньевич Жаботинский был посвящён в масонство 5 марта 1931 года по рекомендации М. А. Осоргина и С. Л. Полякова-Литовцева:

...своих близких знакомых; в том числе, по совместной работе в парижской газете «Последние новости».
Наиболее ценными моими советниками, — писал Набоков в книге «Испытания дипломата», — людьми, придававшими мне бодрость духа и ясность мысли за это время, людьми, которым я до конца жизни буду благодарен за оказанную ими мне нравственную поддержку, были: бывший корреспондент «Нового времени» Г. С. Веселицкий-Божидарович (82-х летний старик, человек совершенно исключительного ума, сердца и знаний), давний мой друг Г. А. Виленкин (бывший русский финансовый агент в Лондоне, Вашингтоне и Токио), С. Л. Поляков-Литовцев («Русское слово») и лейтенант Абаза — светлейший образец самозабвенного патриота.
- Иностранный корреспондент «Русского слова» Илья Маркович Троцкий был в годы первой мировой войны заподозрен в «патриотической нелояльности». В защиту коллеги, Поляков-Литовцев отправил в газету письмо, в котором опровергал возведённые на Троцкого бездоказательные обвинения[25].